# Xian de Kai
Le xian de Kai (开县 ; pinyin : Kāi Xiàn) est une subdivision de la municipalité de Chongqing en Chine.

## Géographie
Sa superficie est de 3 959 km².

## Démographie
La population du district était de 1 470 757 habitants en 1999, et de 1 520 000 habitants en 2003.

### Sources
- Géographie : (zh) Page descriptive (Phoer.net)
- (en) « Codes postaux de la municipalité de Chongqing »(Archive.org • Wikiwix • Archive.is • Google • Que faire ?)